# Нубови
Нубови је е-спортска тинејџерска телевизијска серија драма у целости снимљена у Боготи, у Колумбији и продуцирама од стране Viacom International Studios и MediaPro Studios. Серија је премијерно приказана на Никелодиону широм света, осим у Сједињеним Државама, 17. септембра 2018, што је праћено њеним дебијем у Колумбији на RCN Televisión 6. октобра. Серија је обновљена за другу сезону, пуштену у марту 2020. Главну улогу тумачи Мишел Олвера, најпознатија по свом лику у Телемундовој серији La Doña.

## Радња
У Нубовима се ради о путу групе тинејџера који имају прилику да испуне свој највећи сан: учествовање на Шампионату е-спортова. Зато стварају "Нубове", е-спортски тим који ће се такмичити за титулу Професионалне лиге видео игрица. 

## Улоге
| Улога                       | Глумац              | Српски глас |
| --------------------------- | ------------------- | --- |
| Силвија Рохас               | Мишел Олвера        | Ивона Рамбосек |
| Давид Ортуз                 | Андрес де ла Мора   | Никола Тодоровић (говор) Mateya (певање)                                                                                         |
| Рут Оливера                 | Марија Хосе Варгас  | Анастасија Видаковић |
| Мат Монтеро                 | Лион Багнис         | Лако Николић |
| Танија Ботеро               | Иленија Антонини    | Анђела Џаферовић |
| Пабло Ботеро                | Кевин Бури          | Данило Миловановић |
| Ерик Рохас                  | Брендон Фигередо    | Иван Павличић |
| Лаура Калес                 | Клара Тијеци        | Марија Стокић |
| Роберта Бариос              | Карол Сааведра      | Ивана Тењовић |
| Лили                        | Мегуми Хасебе       | Марина Кауцки (говор, С1) Милена Моравчевић (певање, С1) Татјана Димитријевић (С2, неке епизоде) Јована Васић (С2, неке епизоде) |
| Нико                        | Енди Мунера         | Иван Заблаћански |
| КОНГ                        | Фелипе Арсила       | Вељко Смиљанић (С1-С2Е1) Немања Живковић (С2)                                                                                    |
| Нора                        | Камила Пабон        | Данина Јефтић (С1-С2Е1) Марија Огњеновић (С2)                                                                                    |
| Хектор Рохас                | Луис Фернандо Салас | Марко Марковић |
| Роберто Бариос              | Оскар Родо          | Милош Ђуричић |
| Марина Гомез                | Нара Гутијерез      | Јелена Поповић Софија Јуричан (С1Е2)                                                                                             |
| Салма де Рохас              | Карен Мартинез      | Вања Милачић (С1Е1-40) Јелисавета Кораксић (С1Е42-надаље)                                                                        |
| Матео Монтеро               | Луго Дуарте         | Огњен Дрењанин |
| Ема де Монтеро              | Марисол Кореа       | Валентина Павличић |
| Game Over (глас)            | Хулијан Рохас       | Александар Новаковић |
| Хелен Сантјаго              | Данијела Велез      | Анастасија Видаковић |
| Руфино                      | Серхио Ерера        | Милан Тубић |
| Директор                    | Фернандо Лара       | Милош Дашић |
| Соледад                     | Јулијана Веласкез   | Ања Орељ |
| Зигориско                   | Гонзало Виванко     | Томаш Сарић |
| Ирис                        | Алехандра Дуке      | |
| Антракс                     | непознато           | Огњен Мићовић |
| Рајо                        | непознато           | Предраг Дамњановић |
| Камила Суарез               | непознато           | Сања Петровић |
| Фелипа                      | непознато           | Ана Симић |
| Зеус                        | непознато           | Стеван Пиале |
| Професор Мануел             | Мануел Прието       | Предраг Дамњановић |
| Професорка хемије           | Дијана Мота         | Весна Шашић (С1Е4, 6) Ана Кораћ                                                                                                  |
| Професор физичког васпитања | Едуардо Лопез       | Немања Вановић Огњен Мићовић (С1Е1-2, 6)                                                                                         |
| Професорка математике       | Марија Ајрене Торо  | Михаела Стаменковић |
| Професорка вероватноће      | непознато           | Јована Цавнић |
| Професорка географије       | непознато           | Маријана Живановић |
| Г. Авендањо                 | непознато           | Немања Живковић |
| Пикси                       | непознато (глас)    | Драгана Кураица |
| Роко                        | Хулиан Серати       | Mateya |
| Атина                       | Карлис Ромеро       | Ирина Арсенијевић Наташа Поповић (С2Е1-9)                                                                                        |
| Мелвин                      | Луис Хиралдо        | Виктор Влајић |
| Џеки                        | Мејф Марин          | Дана Барбара |
| Труено                      | Алехандро Идалго    | Вук Кукањац |
| Фернанда                    | Ђина Пара           | Ана Поповић |
| Дорис Тормента              | Моника Урибе        | Маријана Живановић |
| Артуро                      | Пабло Родригез      | Томаш Сарић |
| Нина                        | Изабела Домингез    | |
| Олимпија                    | La Pereztroica      | Ања Орељ |
| Косника                     | Хуанита Молина      | Јована Цавнић Сања Петровић (С2Е1)                                                                                               |
| Крал                        | Карлос Баез         | Димитрије Цинцар Костић |
| Орицо                       | Мичел Ороско        | Ђурђина Радић Марија Огњеновић (С2Е1)                                                                                            |
| Аноирам                     | Естиве Урутија      | Милан Антонић |
| Адоам                       | Стивен Еспитија     | Стеван Пиале |
| Сасак                       | Николас Варгас      | Милош Дашић |
| Фербат                      | Џејсен Пакеко       | |
| Дуна                        | Камила Мора         | |
| Кевелек                     | Данијел Морено      | Бојан Хлишћ |
| Ензо                        | Алехандро Гутијерез | |
| Бетси                       | Натали Арбелаез     | |
| Зилуа                       | Лајла Камачо        | Ања Орељ |
| Хурадо                      | Фреди Белтран       | |
| Game Over (аватарски облик) | Ијан Валенсија      | Александар Новаковић |
| Гђа Мартинез                | непознато           | Ана Кораћ |
| Говорна пошта               | непознато           | Софија Јуричан |
| Масерка                     | непознато           | Наташа Поповић |
| Режисер                     | непознато           | Немања Живковић |
| Тренер #1 (С1Е3)            | непознато           | Стеван Пиале |
| Тренер #2 (С1Е3)            | непознато           | Сања Поповић |
| Тренер #3 (С1Е3)            | непознато           | Немања Живковић |
| Камила Ланда                | непознато           | Сања Поповић |
| Данијел Брито               | непознато           | Огњен Дрењанин |
| Хулио Торес                 | непознато           | нема дијалога |
| Ученик #1 (С1Е7)            | непознато           | Томислав Божовић |
| Ученик #2 (С1Е7)            | непознато           | Лазар Перишић |
| Остали гласови              | /                   | Снежана Нешковић Јована Чуровић (С1Е46)                                                                                          |